# Шинтаи
У шинтоизму, шинтаи (神体, "тело камиа"), или го-шинтаи (御神体, „свето тело камија“) када се користи почасни префикс го-, физички предмети су обожавани у или у близини шинтоистичких храмова као складишта у којима живе духови или ками. Шинтаи који се користи у храму Шинто (Џинђа шинто) може се такође назвати митамаширо (御霊代,замена духа" или ,замена")
Упркос ономе што им име може сугерисати,шинтаи сами нису део камиа већ су само привремена складишта која их чине доступним људским бићима за обожавање.  Шинтаи су такође хеопходни јоришироу, то су предмети који по својој природи могу да привуку камие.

## Опис
Најчешћи шинтаи су уметнички предмети попут огледала, мачева, драгуља (на пример камење у облику зареза које се зову магатама), гохеи (штапићи који се користе током религијских обреда) и скулптуре камиа назване шинзо (神像)  али они могу бити и природни објекти попут стена (шиниши (神石)), планина (шинтаи-зан (神体山)), дрвећа (шинбоку (神木)), и водопада (шинтаки  (神滝)) Пре прислиног раздвајања камиа и Буде 1868. године, шинтаи ј чак могао и да буде статуа будитичког божанства.